# Svitjod
|  | Svear bodde i lagsagor i folklanden i Svitjod, vars egentliga område visas på kartan nedan. |

|  | Götar. |

|  | Gutar bodde på Gotland. |

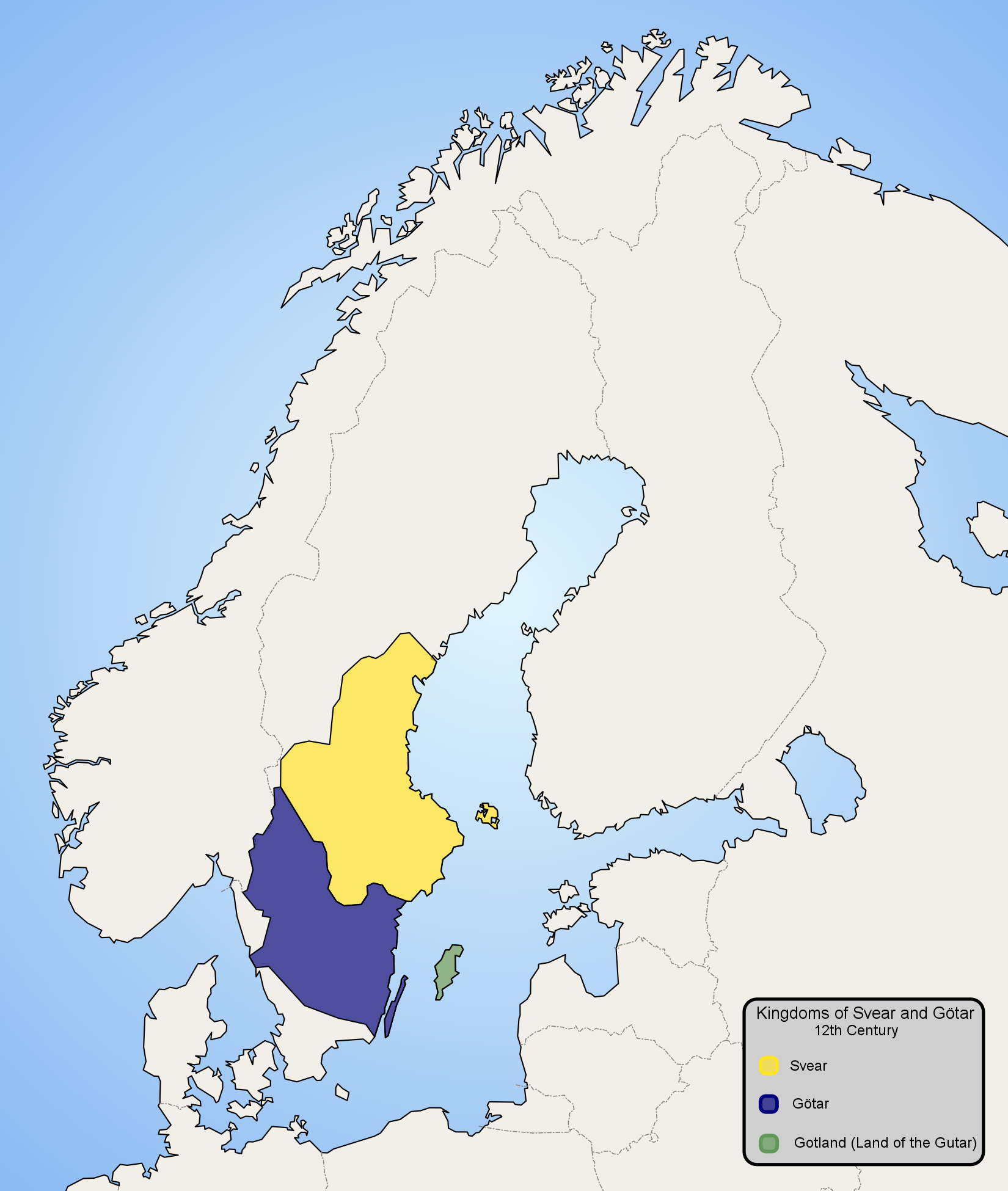
Svearnas och götarnas ungefärliga intresseområden i dagens Sverige (och på Åland) under 1100-talet.

Svitjod (även Svithiod; latin: Sueonia) var ett fornnordiskt namn på svearnas rike, avseende en del av nutida Sveriges geografi och gav upphov till de engelska och tyska namnen Sweden och Schweden. Omfattningen av området förefaller variera mellan olika källor men brukade syfta på motsvarande nutida Mälardalen, Svealand eller hela Sverige. Förutom Svíþjóð (Svíþjúð), förekommer under fornnordisk tid begreppen Svíariki och Svíaveldi, alltså ungefär "Svearike" och "Sveavälde". Namnet bestod av två delar: Svi- (alltså folkstammen svearna) och -þjóð (folk), det vill säga "Sveafolket". Ottar från Hålogaland på 800-talets slut talar istället om Swēoland.
På isländska heter Sverige fortfarande Svíþjóð. 
Namnet Svitjod och dess olika former gav upphov till det latinska namnet för Sverige: Suethia, Suetia och Suecia, liksom namnen på Sverige i västgermanska språk som engelskans Sweden och tyskans Schweden.
I den slaviska språkfamiljen kan nämnas det polska Szwecja och kroatiska/serbiska/bosniskans Švedska, vilket ursprungligen var ett adjektiv - švedska zemlja, vilket betyder svenskt land.
I källorna förekommer dessutom Stora Svitjod, eller Svitjod det stora, som antas omfatta en del av de västra landområdena i motsvarade nuvarande Ryssland.

## Svitjod dokumenterat

### Snorre Sturlasson

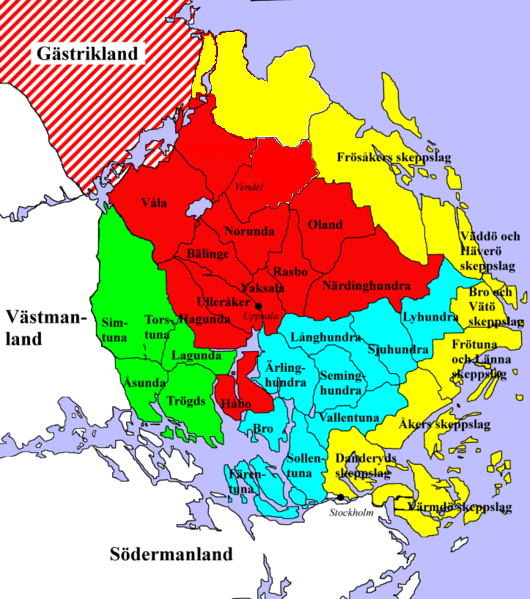
Folklanden i Svitjod (Uppland/Gästrikland).
Tiundaland
Attunda
Roden
Fjädrundaland

Det är genom Snorre Sturlassons Heimskringla som namnet Svitjod och Stora Svitjod blivit kända. Snorre använder det för en begränsad del av "sveaväldet", som även omfattade Västergötland och Värmland samt Östergötland, Gotland och Öland:
| ”                                                                            | I själva Svitjod heter ett område Södermanland. Det är ett biskopsdöme. Därefter kommer Västmanland eller Fjadryndaland. Det är ett biskopsdöme. Därefter kommer Tiundaland som är det tredje området i Svitjod. Det fjärde området i Svitjod heter Attundaland. Det femte heter Sjåland och det ligger längst i öster vid havet. Tiundaland är den rikaste och bästa bygden i Svitjod. Hela riket stödjer sig på den. Där finns kungens säte och ett biskopssäte. | „ |
| – Ur Olav den Heliges Saga, Snorre Sturlasson, översatt av Karl G. Johansson | |   |

De tre folklanden Attundaland, Fjädrundaland, Tiundaland, som jämte kuststräckan Roden utgjorde nuvarande Uppland, hade vardera en lagsaga och en lagman. De var indelade i hund, senare hundare, därefter härader. 
Mellan de tre folklanden, på Mora äng, valdes kungar och hölls kanske också större allting, men tingen hölls vanligen i den egna lagsagan, med egna lagar.

### Beowulf, runstenar och övriga källor
I det engelska nationaleposet Beowulf förekommer att svearna kallas för Swēoðēod.
Namnet förekommer på ett antal runstenar i lokativen i Sviþjúðu (Sö Fv1948;289, Aspa Löt, ristat i : suiþiuþu och Sö 140, Korpbron, bägge Ludgo sn, Sörmland, ristat i siþiuþu) och á Sviþjúðu (DR 344 i Simris, Skåne, ristat a suiþiuþu och DR 216, Tirsted, Lolland, ristat o suoþiauþu). Namnet förekommer också hos de fornnordiska skalderna Torvald Hjaltason, Halldor Okristne, Sighvat Tordarson, Ottar Svarte, Tjodolf Arnorsson och Valgard från Völl. 
Det danska itinerariet från 1200-talet nämner en plats kallad litlæ swethiuthæ vilket troligen åsyftar Sveriges holme vid Skurusundets norra mynning nära Stockholm.
I den svenska rimkrönikan Erikskrönikan som skrevs ned på 1320-talet skildras bland annat en delning av det svenska riket mellan Birger jarls söner Valdemar och Magnus. Den senare fick ett landområde som kallades för "Swidhido" och som uppenbarligen motsvarade det område som senare kom att kallas för Svealand.